# 伊斯蘭祈禱團
伊斯蘭祈禱團（阿拉伯语：الجماعة الإسلامية，al-Jamāʿah al-Islāmiyyah），又称回教祈禱團，簡稱伊斯蘭團，是一個尋求在東南亞建立獨立國家的伊斯兰原教旨主义的伊斯蘭武裝組織。其活動範圍遍及印尼、新加坡、汶萊、馬來西亞、泰國南部及菲律賓。其領導人於2005年11月9日被印尼警方击毙。
伊斯蘭祈禱團被認為是策劃2002年巴厘島爆炸案，柔佛州乌鲁地南袭警夺枪事件的幕後組織。
2024年7月4日，於2003年被捕正在服刑的领袖阿布·鲁斯丹与其他几名恐怖分子共同宣布了伊斯蘭團解散。

## 成立
此組織最早根源於伊斯兰之家（Darul Islam），在1940年代崛起，主要活動是反抗荷蘭殖民統治，之後以暴力激進運動主張在印尼建立回教律法，1949年印尼獨立後，回教之家繼續為建立印尼回教國的目標進行武裝和暴力鬥爭。
阿布·巴卡·巴希爾（Abu Bakar Bashir）是回教祈禱團的精神領袖，他於1970年代加入回教之家，之後因伊斯蘭激進份子的身份被印尼當局監禁，1985年，在印尼法院判定他入獄以後，阿布巴卡出逃到馬來西亞，並在馬來西亞招募志願者加入阿富汗的反蘇聖戰，從沙地阿拉伯尋求資金及維持和印尼前同僚的連繫。